# Meredith Baxter
Meredith Baxter (21 de Junho de 1947) é uma actriz norte-americana mais conhecida pelo seu papel como Elyse Keaton na série de televisão Family Ties (bra:Caras e Caretas).
Depois de ter casado três vezes, e ter cinco filhos, em 2009 assumiu-se lésbica.

## Filmografia
| Ano  | Título                                           | Papel                      | Notas                   |
| ---- | ------------------------------------------------ | -------------------------- | ----------------------- |
| 1972 | Stand Up and Be Counted                          | Tracy                      |                         |
| 1972 | Ben                                              | Eve Garrison               |                         |
| 1976 | All the President's Men                          | Debbie Sloan               |                         |
| 1976 | Bittersweet Love                                 | Patricia                   |                         |
| 1990 | Jezebel's Kiss                                   | Virginia De Leo            |                         |
| 1999 | Elevator Seeking                                 | Ann                        |                         |
| 2003 | Devil's Pond                                     | Kate                       |                         |
| 2005 | Paradise Texas                                   | Liz Cameron                |                         |
| 2005 | The Mostly Unfabulous Social Life of Ethan Green | Harper Green               |                         |
| 2008 | The Onion Movie                                  | Cooking Show Chef          | direct-to-video release |
| 2010 | Airline Disaster                                 | President Harriet Franklin | post-production         |

| Ano       | Título                                     | Papel                        | Notas                                                              |
| --------- | ------------------------------------------ | ---------------------------- | ------------------------------------------------------------------ |
| 1971      | The Young Lawyers                          | Gloria                       | 1 episódio                                                         |
| 1971      | The Doris Day Show                         | April                        | 1 episódio                                                         |
| 1971      | The Partridge Family                       | Jenny                        | 1 episódio                                                         |
| 1972      | Owen Marshall: Counselor at Law            | Ann Glover                   | 1 episódio                                                         |
| 1972–1973 | Bridget Loves Bernie                       | Bridget Fitzgerald Steinberg | 24 episódios                                                       |
| 1973      | The Invasion of Carol Enders               | Carol Enders                 | filme para TV                                                      |
| 1973      | Doc Elliot                                 | Jenny                        | 1 episódio                                                         |
| 1973      | The Cat Creature                           | Rena Carter                  | ABC filme para TV                                                  |
| 1974      | Barnaby Jones                              | Jenny Sutherland             | 1 episódio                                                         |
| 1974      | The Stranger Who Looks Like Me             | Joanne Denver                | ABC filme para TV                                                  |
| 1974      | Young Love                                 | April                        | CBS filme para TV                                                  |
| 1974–1975 | Medical Center                             | Paula Priscilla              | 2 episódios                                                        |
| 1975      | Target Risk                                | Linda Flayly                 | NBC filme para TV                                                  |
| 1975      | The Imposter                               | Julie Watson                 | NBC filme para TV                                                  |
| 1975      | The Streets of San Francisco               | Jodi Dixon                   | 1 episódio                                                         |
| 1975      | The Night That Panicked America            | Linda Davis                  | ABC filme para TV                                                  |
| 1975      | Medical Story                              | Erica Schiff Sunny           | 2 episódios                                                        |
| 1975      | McMillan & Wife                            | Faye Leonard                 | 1 episódio                                                         |
| 1976      | City of Angels                             | Mary Kingston                | 3 episódios                                                        |
| 1976      | Wide World Mystery                         |                              | 1 episódio                                                         |
| 1976      | Police Woman                               | Liz Robson                   | 1 episódio                                                         |
| 1976–1980 | Family                                     | Nancy Lawrence Maitland      | 45 episódios                                                       |
| 1977–1982 | The Love Boat                              | Sandy Rytell                 | 3 episódios                                                        |
| 1978      | Little Women                               | Meg March                    | NBC filme para TV                                                  |
| 1979      | The Family Man                             | Mercedes Cole                | CBS filme para TV                                                  |
| 1980      | Beulah Land                                | Lauretta Pennington          | NBC miniseries                                                     |
| 1981      | Vanities                                   | Joanne                       | HBO televised presentation of stage production                     |
| 1981      | The Two Lives of Carol Letner              | Carol Letner                 | CBS filme para TV                                                  |
| 1982      | Take Your Best Shot                        | Carol Marriner               | CBS filme para TV                                                  |
| 1982–1989 | Family Ties                                | Elyse Keaton                 | 171 episódios                                                      |
| 1985      | The Rape of Richard Beck                   | Barbara McKee                | ABC filme para TV                                                  |
| 1985      | Family Ties Vacation                       | Elyse Keaton                 | NBC filme para TV                                                  |
| 1986      | Kate's Secret                              | Kate Stark                   | NBC filme para TV                                                  |
| 1987      | The Long Journey Home                      | Maura Wells                  | CBS filme para TV                                                  |
| 1988      | The Diaries of Adam and Eve                | Eve                          | filme para TV                                                      |
| 1988      | Mickey's 60th Birthday                     | Elyse Keaton                 | television special                                                 |
| 1988      | Winnie                                     | Winnie                       | NBC filme para TV                                                  |
| 1989      | She Knows Too Much                         | Samantha White               | NBC filme para TV                                                  |
| 1990      | The Kissing Place                          | Florence Tulane              | USA Network filme para TV                                          |
| 1990      | Burning Bridges                            | Lynn Hollinger               | ABC filme para TV                                                  |
| 1992      | A Woman Scorned: The Betty Broderick Story | Betty Broderick              | CBS filme para TV                                                  |
| 1992      | Stolen Love                                | DeeDee                       | ABC filme para TV                                                  |
| 1993      | Darkness Before Dawn                       | Mary Ann Guard               | NBC filme para TV also co-executive producer                       |
| 1993      | CBS Schoolbreak Special - Other Mothers    | Paula Hensen                 | 1 episódio; won a Daytime Emmy Award for her role                  |
| 1994      | For the Love of Aaron                      | Margaret Gibson              | filme para TV                                                      |
| 1994      | One More Mountain                          | Margaret Reed                | ABC filme para TV                                                  |
| 1994      | My Breast                                  | Joyce Wadler                 | CBS filme para TV also co-executive producer                       |
| 1995      | Betrayed: A Story of Three Women           | Amanda Nelson                | ABC filme para TV also co-executive producer                       |
| 1996      | The Faculty                                | Flynn Sullivan               | 1 episódio also executive producer                                 |
| 1996      | After Jimmy                                | Maggie Stapp                 | filme para TV                                                      |
| 1997      | Dog's Best Friend                          | Cow (Voice)                  | filme para TV                                                      |
| 1997      | The Inheritance                            | Beatrice Hamilton            | filme para TV                                                      |
| 1997      | Let Me Call You Sweetheart                 | D.A. Kerry McGrath           | The Family Channel filme para TV                                   |
| 1997      | Miracle in the Woods                       | Sarah Weatherby              | filme para TV                                                      |
| 1997      | Spin City                                  | Macy Flaherty                | 2 episódios: "Family Affair" (Part 1) and "Family Affair" (Part 2) |
| 1999      | Holy Joe                                   | Annie Cass                   | CBS filme para TV                                                  |
| 1999      | Down Will Come Baby                        | Leah Garr                    | CBS filme para TV                                                  |
| 1999      | Miracle on the 17th Green                  | Susan McKinley               | CBS filme para TV                                                  |
| 2000      | The Wednesday Woman                        | Muriel Davidson              | CBS filme para TV                                                  |
| 2001      | A Mother's Fight for Justice               | Terry Stone                  | Lifetime filme para TV                                             |
| 2001      | Aftermath                                  | Carol                        | filme para TV                                                      |
| 2001      | Murder on the Orient Express               | Mrs. Caroline Hubbard        | filme para TV                                                      |
| 2002      | A Christmas Visitor                        | Carol Boyajian               | Hallmark Channel filme para TV                                     |
| 2003      | 7th Heaven                                 | Mrs. Jones                   | 1 episódio: "Go Ask Alice"                                         |
| 2004      | Half & Half                                | Joan Tyrell                  | 1 episódio                                                         |
| 2004      | Angel in the Family                        | Lorraine                     | Hallmark Channel filme para TV                                     |
| 2005      | The Closer                                 | Congresswoman Simmons        | 1 episódio: "Fantasy Date"                                         |
| 2006      | Brothers & Sisters                         | Margaret Packard             | 1 episódio: "For the Children"                                     |
| 2006–2007 | Cold Case                                  | Ellen Rush                   | 5 episódios                                                        |
| 2007      | What About Brian                           | Frankie                      | 1 episódio: "What About All That Glitters..."                      |
| 2009      | Bound by a Secret                          | Ida Mae                      | Hallmark Channel filme para TV                                     |
| 2009      | Family Guy                                 | Elyse Keaton and herself     | 2 episódios: "Stew-Roids" and "Family Gay"                         |
| 2009      | Brothers                                   | TV Mom                       | 1 episódio: "Episódio: Commercial – Coach DMV"                     |
| 2010      | We Have to Stop Now                        | Judy                         | Web series Episódio: "The Grass Is Always Greener"                 |
| 2010      | RuPaul's Drag U                            | Herself                      | 1 episódio: Appeared as a guest judge                              |
| 2011      | Oprah                                      | Herself                      | 1 episódio                                                         |
| 2011      | Dan Vs.                                    | Elise Sr.                    | 4 episódios                                                        |
| 2011      | "Family Guy"                               | Carol                        | 1 Episódio                                                         |